# 蕭中正醫院
蕭中正醫院（Hsiao Chung-Cheng Hospital，簡稱HCCH），原為蕭婦產科醫院，位於新北市板橋區的婦產科專科醫院，現已發展為多元性的地區醫院，進行地區醫療及照護的作業。

## 歷史
- 1976年，院長蕭中正創立蕭婦產科診所
- 1987年，依據醫療法成立為蕭婦產科醫院
- 2004年，更名為蕭中正醫院並創建呼吸照護病房（RCW，Respiratory Care Ward）及營運中心
- 2005年，新設骨科門診與體外震波治療中心(ESWT，Extracorporeal Shock Wave Therapy)
- 2005年，獲頒台北縣推動病人安全有功醫院[2]
- 2006年起，積極與地方政府進行民眾與學童健檢及疫苗公共衛生推動（台北市、台北縣、南投縣、嘉義縣、宜蘭縣）
- 2006年
  - 8月：新設胸腔內科門診及營養諮詢門診
  - 10月：新設復健中心與TPST（Trigger Point Shockwave Therapy）治療
- 2007年蕭中正醫院血液透析中心

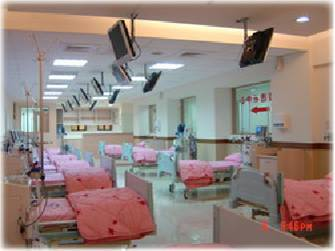
蕭中正醫院血液透析中心

  - 2月：新設血液透析中心（Hemodialysis Center）及腎臟科門診
  - 5月：參與台灣HL7（Health Level Seven） 與LOINC®（Logical Observation Identifiers Names and Codes） 試辦計畫[3]
  - 5月：進行醫院公文電子化的作業，並將衛教及感染控制課程全面數位化，以利e-learning的推動
  - 11月：參加行政院衛生署工研院（工業技術研究院，Industrial Technology Research Institute of Taiwan （页面存档备份，存于）） Telecare 遠距照護試辦計畫
- 2008年
  - 2月：創建蕭中正醫院附設居家護理所
  - 2月：建立Google通訊與協同作業平台，做為醫院email，通訊錄，行事曆，文件交換等溝通的骨幹
  - 6月：Telecare 遠距照護試辦計畫結案並與工業技術研究院，萬芳醫院 （页面存档备份，存于），台北醫學大學附設醫院，中興保全等參與機構共同舉辦成果發表會
  - 11月：首度參加台北國際醫療展覽會 MEDIPHAR Taipei（http://www.mediphar.com.tw/）%5B%5D[4]
  - 12月：參與「教育部補助重要特色領域人才培育改進計畫」，在亞東技術學院舉辦之健康照護教學與實務論壇[5]
- 2009年
  - 1月：Telecare 遠距照護試辦計畫進入第二階段，機構式照護的合作護理之家包括：新加入的土城市健生護理之家，與第一階段就已加入的基隆市安泰護理之家，板橋市的健安護理之家，及桃園市的寬福護理之家
  - 4月：數位健康產業發展計畫-遠距照護（Telecare）試辦計畫，獲得行政院衛生署「年度院列管及署列管施政計畫（科技發展類）評核」優等 [6]
  - 4月：參與教育部「培育優質人力促進就業計畫方案-大專畢業生至企業職場實習方案」，進行營養師與復健師的就業培育[7]
  - 5月：第二屆蕭中正優秀護士選拔，16位護理人員由病友，家屬及員工選出，並在護士節接受頒獎及表揚
  - 5月：成立復健科
  - 6月：參與 教育部獎勵大學教學卓越計畫 （页面存档备份，存于），在慈濟大學舉辦之遠距照護 Telecare 服務計畫介紹與 Telecare 人才的結合及培養暨座談會[8]。
  - 7月－8月：參與「遠距健康照護人才培訓課程」之授課與認證[9]。
  - 9月：參加行政院衛生署「醫療影像導入電子病歷系統專案」[10]。
  - 10月：協助辦理板橋市國小學童（Grade 1 - Grade 4, 13,000 人次）季節性流感疫苗注射
  - 10月：參與 APEC Workshop for Innovation in Telecare 遠距照護創新服務國際研討會[永久][11]。
  - 11月：放射影像處理導入PACS及DICOM
  - 11月：重症及麻醉專科醫師參加行政院衛生署之醫療團，前往 马绍尔群岛進行醫療外交服務工作[12]
  - 11月─12月：協助辦理板橋高中及國中，小學童（Grade 1 - Grade 12）H1N1新型流感疫苗注射
  - 12月：獲選參加中央健康保險局「建構整合式照護模式並逐步朝促進醫療體系整合計畫」[永久][13][14]
  - 12月：通過 醫策會（Taiwan Joint Commission on Hospital Accreditation and Quality Improvement） （页面存档备份，存于） 新制醫院評鑑[15]
- 2010年
  - 1月：與佑城診所（後更名為「福星診所」）正式展開合作夥伴關係，啟動中和市地區血液透析的醫護服務。
  - 1月16日 參加於內湖科學園區舉辦的 「2010台北市全民就業徵才博覽會」[16]
  - 2月：參加於台北縣政府廣場舉辦之 「福虎北縣行 就業一定贏 2010台北縣就業博覽會2010北縣就業博覽會」[永久][17]
  - 3月：蕭中正醫院與遠距照護團隊的成果發表於期刊《Computer Methods and Programs in Biomedicine》上（March 2010）, "Development and Implementation of A National Telehealth Project for Long-Term Care: A Preliminary Study"。[18]
  - 3月：技術支援由杏法論壇，吳建樑醫師，與高添富醫師所舉辦的「婦產科線上臨床法律討論會」（Ob/Gyn e-Clinical Legal Conference）[19]
  - 4月：獲選參加行政院衛生署電子病歷資訊安全強化案之ISO 27001資訊安全管理制度驗證服務計畫[20]
  - 5月：蕭中正醫院優秀護士選拔，19位護理人員及護理部護理長在護士節接受頒獎及表揚 [21]
  - 5月「H1N1新型流感疫苗校園接種作業」及「H1N1新型流感疫苗1212全國接種日接種作業」接受臺北縣衛生局表揚 [22]
  - 5月：蕭中正醫院營養師出書解析10種常見疾病所需的飲食療養，及從嬰幼兒到老年期不同生命階段的飲食需求 [23]
  - 6月：與行政院衛生署雙和醫院、行政院衛生署台北醫院、及正隆診所共同協助臺北縣交通局舉行計程車司機健康檢查專案計畫[24]
  - 11月由KPMG輔導完成  法國標準協會（AFNOR Group）貝爾國際ISO27001:2005資訊安全認證[25]
  - 12月：行政院衛生署電子病歷專案辦公室 及醫院協會完成電子病歷之「醫療影像及報告」查驗 [26]
- 2011年
  - 1月：贊助協辦 http://www.yoshidatadashi.com/ （页面存档备份，存于）於圓山飯店[27]
  - 2月：推廣 體外震波治療 及 TPST 至台北美國學校（Taipei American School）與 TYPA（Taipei Youth Program Association） （页面存档备份，存于）
  - 3月：響應  联合国世界衛生組織"拯救生命,清潔雙手"活動, 舉辦並表揚『洗手標語』暨『洗手宣導廣播』徵選比賽得主[28]
  - 4月：加入新北市政府三高慢性病防治計畫提供勞工（包括警消及清潔隊員）血壓,血糖,及血膽固醇異常管理與追蹤[29]
  - 6月：與陽明大學物理治療暨科技輔具學系研究所之運動醫學研究中心及AGOSS健身中心進行體委會補助之「憂鬱情況對於代謝症候群患者在運動介入後身心健康的影響」計畫[30]
  - 7月: 完成RCW呼吸照護病房及HDR血液透析中心擴床
  - 8月: 通過行政院衛生署醫院電子病歷 (EMR) 檢查包括門診藥事, 臨床檢驗,及出院病歷[31]
  - 10月: 附設居家護理所與APEX雃博公司R&D團隊進行減壓氣墊床對壓褥瘡病患照護品質提升的研究計畫
  - 11月: 榮獲CDC與醫策會評選為手部衛生優質醫院[32]
  - 12月: 榮獲醫策會第十二屆醫療品質獎及品質創意獎[33]
- 2012年
  - 1月: 參加行政院衛生署照護雲先導計畫
  - 1月: 與雙和醫院高壓氧及問題傷口處理中心進行個案交流研討
  - 2月: 與臺北科技大學及新北市政府進行醫院志工計畫
  - 2月: 龍華科技大學資管所, 嘉南科技大學, 民權護理之家, 及陽明大學研究所進行電子病歷及遠距醫療座談
  - 3月: 工業技術研究院團隊及寬福護理之家進行長照器具與耗材科技化研究
  - 3月: 蕭中正院長接受中華民國防癌協會專訪
  - 4月: 於WHO-HPH 2012 Conference( 联合国世界衛生組織健康促進醫院計劃)年會發表健康醫院科技化演講[34]
  - 4月: 參與並與2012海峽兩岸院長論壇 中國發表醫療資訊化創新應用演說[35]
  - 5月: 與台北醫學大學藥理研究所 （页面存档备份，存于）, 萬芳醫院 （页面存档备份，存于）, 行政院衛生署雙和醫院, 行政院衛生署樂生療養院, 及寬福護理之家進行藥事研究與參訪
  - 5月: 擔任2012資訊管理學術與實務研討會[永久]與景文科技大學及龍華科技大學業界指導
  - 6月: 於桃園大溪舉辦第一次醫院主管共識營
  - 6月: 與亞東紀念醫院進行急重症及長照病患照護研討計畫
  - 6月: 獲選為行政院勞工委員會及行政院衛生署指定辦理勞工體格及健康檢查之醫療機構[永久][36]
  - 7月: 完成並通過新制醫院評鑑與附設居家護理所評鑑[37]
  - 9月: 長期協助進行社區型遠距照護之新板特區的史丹佛大樓榮獲101年度新北市政府優良公寓大廈評選活動中型社區第二名[38]
  - 9月: 「五年遠距照護計畫提升機構式住民照護及用藥品質」獲選台灣健康照護聯合學術研討會科技組論文第一名並發表演說[39]
  - 9月: 成立呼吸照護中心(Respiratory Care Center, RCC)治療亞急性呼吸照護病患[40]
  - 10月: 配合新北市衛生局進行年度民眾及學童到鄰里和學校的流感防治疫苗接種[41]
  - 10月: 體外震波碎石中心 ESWL (Extracorporeal Shock Wave Lithotripsy) （页面存档备份，存于）成立, 治療腎結石及輸尿管結石病患
  - 10月: 配合亞洲華人醫務管理交流協會舉辦long-term care （页面存档备份，存于）長期照護參訪活動[42][43]
  - 11月: 蕭中正院長獲頒新北市第一屆醫療公益獎[44][45][46][47][48][49][50]
  - 11月: 完成與樂生療養院建教合作簽約[51]
  - 11月: 由楊枝哲副營運長及李文義主任代表參加於 雪梨舉辦的第二屆全球遠距健康服務國際研討會2nd International Conference on Global Telehealth （页面存档备份，存于）[52]
  - 12月: 與苗栗縣為恭紀念醫院、彰化縣彰化基督教醫院、及嘉義縣嘉義長庚醫院]辦理疾病管制局糖尿病病患合併感染結核病(DMTB)主動篩檢試辦計畫[53][54]
  - 12月: 建置完成加護病房Intensive Care Unit
  - 12月: 成立清福復健所服務新北市三峽區之地區民眾[55]
  - 12月: 新北市醫師公會於會刊新北市醫誌刊登專題「中型地區醫院轉型成功的典範-蕭中正醫院」[56]
- 2013年
  - 1月: 與中華民國醫事法律學會 （页面存档备份，存于）協辦由敏盛綜合醫院和杏法論壇[永久]所主辦的teleCME遠距醫事教育課程[57]
  - 2月: Telecare團隊受邀於2013生醫工程應用研討會 SEMBA (Symposium on Engineering, Medicine, and Biology Application)[永久] 發表 "Implementation of Integrating Telecare into Quality of Long-Term Care and Health Promotion in Skilled Nursing Homes (2008-2012)," 由國立中正大學及台灣生醫電子工程學會主辦[58]
  - 2月: 團隊受邀參與CIMIT Innovation Workshop 美国
  - 3月: 於由行政院國家科學委員會, 經濟部, 及行政院衛生署舉辦之臺灣歐盟資通訊科技合作策略會議發表演說[59], 並邀請European Union 欧洲联盟代表團到院參訪[60]
  - 3月: 受邀參與創立於1983年有優秀歷史事蹟的醫界聯盟財團法人聯合醫學基金會[永久], 並擔任董事會成員
  - 3月: 贊助由新北市衛生局及新北市醫師公會 （页面存档备份，存于）主辦之醫聲響起愛心音樂會 （页面存档备份，存于）[61][62][63][64]
  - 4月: 協助部會署新興年度綱要計畫書"行政院衛生署-台灣建康雲計畫"審議工作[65]
  - 4月: 位在新板特區的史丹佛社區 （页面存档备份，存于）頒贈感謝狀給蕭中正醫院院長,為醫院團隊長期進行Telecare社區照護並派遣團隊定期健檢及專業諮詢[66]
  - 5月: 感染控制張美琴護理師獲頒新北市第一屆護理傑出獎之特殊奉獻獎項[67][68][69]
  - 5月: 榮獲國立臺北科技大學校長姚立德 （页面存档备份，存于）頒贈之服務-學習課程指導校外服務學習感謝狀[70]
  - 6月: 完成與中華民國醫事放射師公會全國聯合會 （页面存档备份，存于）, 中華民國急重症護理學會 （页面存档备份，存于）, 及中華民國醫師公會全國聯合會之院內教育課程取得放射師, 護理師, 與醫師再教育學分合作[71]
  - 7月: 完成TTQS (Taiwan TrainQuali System) （页面存档备份，存于）102年度訓練品質評核系統實施計畫之TTQ內部稽核人員班合格訓練[72]
  - 7月: 護理部主任與團隊完成由衛生福利部國民健康署與財團法人防癌教育基金會 （页面存档备份，存于）所舉辦的戒檳衛教人員培訓[73]
  - 7月: 蕭中正院長積極參與清華大學開辦之2013「清華學堂n」[74][75][76][77]
  - 8月: 協助由中華民國克拉術協會 （页面存档备份，存于）理事長張漢東[永久]主辦之「2013克拉術Kurash亞洲青年暨青少年錦標賽」於三重體育館成立醫療救助站[78][79][80]
  - 9月: 與遠傳電信合作架構院內與院際間聯繫、緊急傳呼、節費通話機制、與公務機通話的通訊網.[81]
  - 10月: 參加衛生福利部國民健康署"低碳醫院節能減碳輔導計畫", 由財團法人工業技術研究院與台安醫院 （页面存档备份，存于）專家輔導, 協助醫院落實推動低碳行動, 以達成醫療環境永續的行動.[82]
  - 10月: 響應衛生福利部醫療器材援助平台計畫 Global Medical Instruments Support & Service Program （页面存档备份，存于）, 捐贈嬰兒保溫箱與紫外線燈等儀器, 援助台灣友邦[83]
  - 10月: 通過勞委會職訓局TTQS Taiwan TrainQuali System （页面存档备份，存于）企業機構版之訓練品質評核[84]
  - 10月: http://www.hdzxyy.com/ （页面存档备份，存于）參訪呼吸照護與血液透析中心等醫療設施[85]
  - 10月: 偕同醫策會醫管專案辦公室 （页面存档备份，存于）向 中國四川省成都市長照參訪團介紹"年長者長期照護及健康管理之經驗與策略"[86]
  - 11月: 參與衛生福利部於花蓮門諾醫院 （页面存档备份，存于）舉辦之"2013偏鄉部落長者與慢性病患者照護提升研討會 Telecare Conference"[87][88][89]
  - 11月: 整型醫學暨知名鼻部整形重建大師Dr. Gary Burget 美国到院參訪指導[90][91]
  - 11月: Healthcare industry 知名之The Advisory Board （页面存档备份，存于） 新加坡亞太代表到院會談臺灣醫療產業議題[92]
  - 12月:  AFNOR Group 法國標準集團 （页面存档备份，存于） 法國認證 ISO 27001:2005 資訊及影像安全管理 [93][94][95]
- 2014年
  - 1月: 於119消防節獲頒新北市政府消防局 （页面存档备份，存于）表揚消防救災有功獎項[96][97]
  - 1月: 完成社區安寧照護計畫與病房安寧緩和共同照護 （页面存档备份，存于）之資格申請與建置[98]
  - 2月: 獲衛生福利部疾病管制署 TW-CDC （页面存档备份，存于）選為抗生素管理計畫醫院[99]
  - 2月: 新北市衛生局林雪蓉率領團隊到院參訪並就安寧照護, 醫療資源整合, 遠距照護, 及癌症防治篩檢等議題進行座談.[100]
  - 3月: 獲得 HIMSS （页面存档备份，存于） (The Healthcare Information and Management Systems Society,  美国醫療資訊暨管理系統協會), 所制定的 EMRAM (EMR Adoption Model 醫療機構實施電子病歷水準的評級)之國際認證[101][102]
  - 3月: 感控師張美琴及葉竹君榮獲台灣感染管制學會 （页面存档备份，存于）所頒贈的地區醫院優良感染管制師獎及海報發表論文獎[103][104]
  - 3月: 由護理團隊謝依玲護理長帶領進行照護服務員的訓練與實習[105][106]
  - 4月: 居家護理所與醫院團隊至APEX Medical Corp. （页面存档备份，存于）進行居家照護與壓瘡之medical board演說與討論[107]
  - 4月: 劉惠敏處長受邀擔任台北美國學校Board of Directors Election Committee 主席[108]
  - 4月: 參與由美國牧師卡爾Carl Wilkens （页面存档备份，存于）(在 卢旺达大屠殺期間保護難民並見證事件的志願工作者)主辦之演講活動[109]
  - 5月: 參與由國家發展委員會 （页面存档备份，存于）主辦的自由經濟示範區Taiwan Free Economic Pilot Zones (FEPZs)醫療機構相關專家會議[110]
  - 5月: 邀請亞東紀念醫院腎臟科彭渝森主任就新制定的血壓管理準則進行專題演講[111]
  - 5月:護理部 黃聿羚 主任榮獲【103年新北市護理師護士公會優良護理師】
  - 6月: 與主辦2014年亞太地區國際醫療旅遊會議之美國觀光醫療協會 （页面存档备份，存于）進行Certification MOU[112]
  - 7月: 全面提升醫療資訊系統, 包括檢驗資訊系統(Laboratory Information System, LIS), 護理照護系統, 藥物及抗生素管理系統, 及醫材庫存管理系統
  - 9月: 於衛生福利部進行PHR (Personal Health Records)國民健康紀錄政策與法治專家會議討論[113][114]
  - 10月: 獲選為2015年Antimicrobial Stewardship Program抗生素管理計畫參與醫院[115]
  - 11月: 於台灣大學公共衛生學院獲頒獲衛生福利部疾病管制署 （页面存档备份，存于）及財團法人醫院評鑑暨醫療品質策進會 （页面存档备份，存于）所頒發的2014年抗生素管理成效優良醫院卓越醫院獎[116][117]
  - 11月: 舉行四梯次之全院性的員工及親友國外旅遊活動至日本沖繩
  - 12月: 進行護理之家及照護機構的第一次聯席會議, 就醫療服務項目與醫療品質等議題, 與40多家機構負責人及代表進行兩梯次的交流討論
- 2015年
  - 1月: 啟動2015年Antimicrobial Stewardship Program抗生素管理計畫[118]
  - 1月:  法國巴黎市Dr. Pascal Margulies （页面存档备份，存于）到訪討論亞急性病患及長期照護議題的交流.
  - 2月:  日本東京市多摩大學Dr. Mano Toshiki 真野 俊樹到訪, 並與清福養老院 （页面存档备份，存于）, 敏盛醫療體系 （页面存档备份，存于）, 及萬芳醫院進行醫療照護, 國際醫療, 醫療保險制度, 與醫療政策的討論
  - 2月: 與 美国麻州的InfoTree （页面存档备份，存于）及其台灣投資企業SoftPower （页面存档备份，存于）進行醫學影像image-matching與clinical decision supportive system的開發研究.
  - 3月: 第二年度於新北市三重區舉辦新北市政府衛生局瑞齡學堂活動[119]
  - 3月: 與永齡生技及鴻海科技集團之M次集團進行穿戴生理監測設備的座談討論[120]
  - 3月: 台北醫學大學醫學科技學院 （页面存档备份，存于）李友專院長 （页面存档备份，存于）, 人文暨社會科學學院 （页面存档备份，存于）藍亭Timothy Joseph Lane院長 （页面存档备份，存于）, 與大腦與意識研究中心團隊到訪就植物人及血液透析病患生理量策計畫進行規劃[121]
  - 3月: 蕭中正院長主持位於荷商葛蘭素史克藥廠台灣分公司GSK Taiwan總部 （页面存档备份，存于）舉行的氣喘與呼吸治療座談會, 林明澤醫師擔任講師成員之一
  - 4月:  日本SIP Financial Group Corporation （页面存档备份，存于）Dr. 中田敏博 ナカダ　トシヒロ （页面存档备份，存于）到訪並就血液透析治療服務在東南亞及台灣的發展進行交流[122]
  - 4月: 林明澤醫師與張美琴感控護理師獲選為衛生福利部疾病管制署抗生素管理計畫專案管理中心 （页面存档备份，存于）評審與稽核委員
  - 4月: 臺北科技大學 （页面存档备份，存于）志工團隊參與院內志工服務與新北市政府衛生局瑞齡學堂活動
  - 4月: 參訪位於 德国漢諾威的Hannover Messe 漢諾威工業展與位於哥廷根的哥廷根大學及Diagnostischen Brustzentrum Göttingen 哥廷根乳房篩檢中心 （页面存档备份，存于）, 包括Erstes Brust-CT in Europa – im Brustzentrum am Göttinger Bahnhof 歐陸第一台的乳癌CT檢驗機 （页面存档备份，存于）
  - 4月: 受新北市政府衛生局醫事管理科邀請成為「輔導醫療機構成立醫療爭議關懷小組」之指定醫院[123]
  - 5月: 受邀參與臺北醫學大學醫資專家講座, 分享"Medical Ethics and Technology" （页面存档备份，存于）[124]
  - 5月: 護理部黃聿羚主任當選新北市第3屆護理傑出獎之護理貢獻獎並代表得獎者於頒獎典禮致詞[125]
  - 5月  中國成都尚醫科技創辦人雷震醫師到訪, 討論post-op病患照顧在行動裝置上的設計, 及四川大學華西醫院 （页面存档备份，存于）出院準備計畫的交流
  - 5月: 血液透析中心完成年度的擴建計劃, 總院區門診透析床位為36床, 住院區透析床位為25床.
  - 5月: 加入醫院護理人員招募及留任輔導計畫 （页面存档备份，存于）, 護理部黃聿羚主任應邀擔任計畫輔導委員[126]
  - 6月:  香港城市大學到訪進行長期照護NGO志願工作者活動的交流
  - 6月: 由護理部撰稿設計的海報, 獲選於台灣健康產業平衡計分卡管理協會2015國際研討會展示[127]
  - 6月: 參與衛生福利部疾病管制署響應WHO手部衛生接力活動, 並製作影片上傳[128][129]
  - 6月: 復健中心完成職能治療區的規劃與申請, 並開始協助及治療病者發展與社會功能的障礙, 使他們能取得生活的獨立性.
  - 7月: 代表團前往中國成都與尚醫科技創辦人及華西醫院雷震醫師及多家四川醫療機構討論post-op病患照顧出院準備計畫的交流
  - 7月: 接受高雄聯合醫院蔡秀男醫師指導成立醫療關懷小組, 並於9月份接受實地訪查.
  - 7月: 參加由衛生福利部臺北醫院主辦之建置醫院品質資訊網絡計畫.
  - 8月: 參加由亞東醫院主持的P4P醫院品質績效量測指標系統與落實品質改善第二階段計畫.
  - 8月: 醫院成員完成人體試驗委員會的委員專業課程, 並積極規動醫院成立人體試驗委員會.
  - 9月: 與台北醫學大學及以色列EasySense進行血液透析室病患不間斷生理量測的臨床實驗.
  - 10月: 護理部開始院內每季之護理專業肯定的評比與頒獎.
  - 10月: 參與長照關懷協會之邀至小英全國競選總部開幕活動進行醫療協助作業.
  - 10月: 醫療關懷小組受邀到新北市衛生局與台北市衛生局進行專題報告與成果觀摩交流.
  - 10月: 通過由新北市衛生局進行的清福醫院的醫療審查,並籌備於2016年初完成醫院的建置.
  - 11月: 林明澤醫師與謝依玲護理長前往新加坡參加APETNA2015會議並進行壓瘡與氣墊床臨床實驗的發表.
  - 11月: 受中國浙江大學第一醫院及老人醫療醫院之邀至杭州進行兩岸壓瘡照護研討會並進行專題演說.
  - 11月: 中國社會科學院健康戰略中心與其建教合作之開南大學, 率領長照相關團隊代表到院進行學術交流訪問.
  - 11月: 資策會與科威特科學研究院 Kuwait Institute of Scientific Researches (KISR)代表團到院進行醫療科技的交流, 並邀請台中聯安醫院吳佑任院長進行專題演說.
  - 11月: 黃聿羚護理部主任代表參加遠距醫護糾紛判決案例線上座談會.
  - 11月: 完成年度疾管局抗生素計畫ASP2的作業並接受認證的頒獎.
  - 11月: 年度新北市樂齡學堂在社工團隊及院內各主管講師的協助下順利完成.
  - 12月: 由居家護理所主辦年度機構聯繫會議, 由跨單位主管及台灣護理之家協會進行介紹與機構照護系統的專題演講.
  - 12月: 蕭中正院長獲醫師公會及各醫療主管單位頒發之醫療服務50年獎章與獎盃.
  - 12月: 受長照關懷協會邀約至台北市松菸文創進行聖誕暖冬公益市集醫療照護服務.
  - 12月: 復健科團隊至清水高中進行舞蹈復健講座.
  - 12月: 與台灣醫務管理協會進行督導考核未來系統化之座談
  - 12月: 與衛生福利部台北醫院合作完成"104年建置醫院品質資訊網絡計畫", 並受邀參加成果發表會[130]
  - 12月: 醫院團隊會同副營運長楊枝哲與護理部主任黃聿羚,應邀參與健行科技大學的銀髮族健康照護系統專題課程評審[131]
  - 12月: 接受新北市104年醫院督導考核優等表揚, 並於頒獎典禮以病人安全為題發表演說介紹[132][133][134]
- 2016年
  - 2月: 與台北醫學大學醫學資訊研究所 （页面存档备份，存于）簽署Letter of Intent for Research, 進行全方位的醫療資訊研發與交流.
  - 2月: 醫院醫訊第一次正式發刊, 將醫院所提供的服務項目及由院內醫療團隊所撰寫的醫療專題介紹, 廣發給到院及附近民眾作為宣導.
  - 3月: 林明澤醫師代表院方於台灣傷口造口及失禁學會發表院內壓瘡傷口照護6th APETNA Congress研究之成果.[135]
  - 3月: 亞東紀念醫院神經內外科團隊到訪討論急性後期照護 (Post-Acute Care, PAC) 之規劃, 以疾病診斷關聯群 (Diagnostic Related Groups, DRGs) 整合腦中風、髖/膝關節置換、肺炎、心臟衰竭、蜂窩性組織炎、敗血症等急性後期照護常見之疾病或處置.
  - 4月: 新板特區之史丹福社區頒發長期服務社區之感謝狀, 給予醫院醫護藥師及營養師團隊.[136]
  - 4月: 中央研究院賴明詔院士與Dr. Kerry Cho （页面存档备份，存于）, University of California-San Francisco (UCFS, 加州大學舊金山分校), School of Medicine, 到院參訪並就血液透析病患的醫療照護進行交流討論.
  - 4月: 參與由中華民國消防設備師(士)協會 （页面存档备份，存于）何岫璁理事長 （页面存档备份，存于）及大葉大學消防安全系 （页面存档备份，存于）彭元興主任所舉辦台北國際防火防災應用展之2016長照醫療4.0論壇並發表專題演說.[137]
  - 4月: 護理部黃聿羚主任及福星診所張議文護理長拜會新北市中和區衛生局游高魁主任 （页面存档备份，存于）, 共同推動中和地區民眾癌症篩檢的健康保健工作.
  - 4月: 位於美國麻州劍橋市的KEW Group （页面存档备份，存于）癌症研究實驗中心, 其副總裁Steven Lyle[永久]到訪, 並協同拜會雙和醫院核子醫學科楊哲銘主任與臨床實驗室, 及衛生福利部醫療及社會福利機構管理會 （页面存档备份，存于）林慶豐執行長 （页面存档备份，存于）, 吳文正副執行長 （页面存档备份，存于）與國際合作組 （页面存档备份，存于）.
  - 5月: 蔡語涵營養師團隊與新北市板橋區衛生所 （页面存档备份，存于）舉辦多場年度之銀髮族健康飲食講座, 講演地點分佈於地區型的發展協會, 文化關懷協會, 社會服務處, 紅十字會, 及社區大學等.[138][139]
  - 5月: 謝依玲護理長獲頒新北市護理師護士公會 （页面存档备份，存于）2016優良護理人員獎.[140][141]
  - 6月: 協助中華電視公司八點檔偶像劇火車情人在院內取景拍攝[142][143]
  - 6月: 受邀至由中國武漢大學人民醫院及湖北省醫學會舉辦之"湖北省傷口、失禁新發展研討會"中進行演講與交流[144]
  - 7月: 復健中心治療長林宗靖 （页面存档备份，存于）受邀參加位於新北市新莊國民運動中心 （页面存档备份，存于）新成立的樂活健康促進中心 （页面存档备份，存于）開幕典禮,並規劃與該中心結合陽明大學及長庚大學進行長者復健醫療的照護計畫.
  - 7月:蕭中正醫療體系之福澤藥局開幕 （页面存档备份，存于）。
  - 9月:成都尚醫信息有限公司組醫療參訪團至台參訪(蕭中正醫院 （页面存档备份，存于）、清福物理治療所、清福醫院、亞東醫學中心 （页面存档备份，存于）、陽明大學 （页面存档备份，存于）、加恩診所、敏盛醫療體系)。
  - 9月:外蒙古駐台大使 拜訪 蕭中正醫療體系。
  - 10月:蕭中正醫療體系參加2016 unitech 智慧醫療照護高峰會[145]

。
- 2017年
  - 1月:蕭中正醫療體系至大陸參訪(成都、瀋陽、天津)洽談大陸合作
  - 1月:106年度機構聯繫會議
  - 2月: 清福醫院 （页面存档备份，存于）開幕暨醫養結合記者發表會[146]
  - 5月:蕭中正醫院附設居家護理所護理長 吳慧群 榮獲106年新北市新北市護理師護士公會 （页面存档备份，存于）2017 優良護理人員獎.
  - 5月:榮獲衛生福利部頒發 105年 醫院品質績效量測指標系統與落實品質改善第二階段計畫 -品質指標績優獎
  - 5月:門診護理長-許合利榮獲25年資深護理人員獎。
  - 7月:食藥署邀請蕭中正醫療體係蕭乃彰營運長參加TFDA2017 年度「重點發展醫療器材審查技術規範之研擬計評估研究」-H.5130泌尿導管及其附件
  - 8月:蕭中正醫療體系參與台北市政府 （页面存档备份，存于）舉辦世大運於明志大學 （页面存档备份，存于）成立練習場救護站
  - 8月: 中國湖南普亲老龄产业发展有限公司參訪蕭中正醫療體系(總院/清福醫院/清福物理治療所)
  - 8月:蕭中正醫療體系至亞東醫院參加跨院際醫療品質會議
  - 10月:新北市長照理事長暨京元建設黃董事長來院參訪
  - 10月:蕭中正醫療體系至衛福部食藥署做導尿管演說與示範.
  - 10月: 2017 TMU-MIT Hackathon.
  - 11月:新北市亞東失智症服務中心洽談失智症據點成立及社區服務.
  - 11月:大陸 中國廣州秦成逸園至清福醫院參訪
  - 11月: 美国波士頓大學泰國校友參訪蕭中正醫療體系/清福醫院
  - 11月:新生醫專參訪清福醫院
  - 11月:蕭中正醫療體系拜訪大陸恒大集團(廣州總院)
  - 11月:至工研院參訪談侵入性創新合作
  - 12月:榮獲衛生福利部 頒發 侵入性醫療處置照護品質提升推動計畫-團體表現卓越獎第二名.
  - 12月:愛琳醫療、英華達股份有限公司至清福醫院參訪.
  - 12月:中華民國護士護理師公會暨腦血管防治基金會優良護理人員授獎-黃聿羚護理部主任 2017優秀護理人員表揚大會
- 2018年
  - 3月: 參訪台中聯安醫院 （页面存档备份，存于）討論行動護理系統與機器人應用之方案
  - 3月:榮獲106年新北市衛生保健績效卓越表揚 蕭中正醫院 子宮頸癌篩檢進步量第一名;清福醫院 （页面存档备份，存于）子宮頸癌篩檢篩檢量第二名
  - 3月:蕭中正醫療體系板橋蕭中正院區及三峽清福物理治療所 （页面存档备份，存于）本年度起接受樹人醫專物理治療科及仁德醫專復健物理治療科,臨床物理治療18週實習 （页面存档备份，存于），實習內容包含長期照護物理治療實習、神經物理治療實習、骨科物理治療實習、病房物理治療實習。
  - 4月:蕭中正院長、蕭乃彰營運長、黃聿羚護理部主任 參與台灣社區醫院協會[永久]舉辦之社區醫院評鑑誓師大會並取得列席員資格。
  - 4月: 中國溧陽京華復健醫院 及湖北加諾有限公司董事長參訪
  - 5月:蕭中正醫院附設居家護理所負責人許合利 榮獲107年新北市新北市護理師護士公會 （页面存档备份，存于）2018 優良護理人員獎.
  - 5月:天主教輔仁大學醫學院 （页面存档备份，存于）陳宗泰 副教授 帶領公共衛生系學生 參訪清福醫院 （页面存档备份，存于）.清福物理治療所 （页面存档备份，存于）.清福養老院 （页面存档备份，存于）.
  - 6月: 為落實雙向轉診,促進民眾醫療便利性.蕭中正醫院 （页面存档备份，存于）與亞東醫學中心 （页面存档备份，存于）進行雙向轉診服務,服務科別為腎臟內科.新陳代謝科及泌尿科,6月開始進駐蕭中正醫院正式提供就醫看診服務.新聞稿:亞東就是我家醫院 （页面存档备份，存于）
  - 6月:蕭中正醫療體系 （页面存档备份，存于）/蕭中正總裁.吳和翰院長.黃聿羚護理部主任.游素秋醫務行政室主任.許合利護理長參與亞東醫學中心 （页面存档备份，存于）共好醫療聯盟誓師記者會[147].[148]
  - 6月:蕭中正醫療體系蕭乃彰營運長至中國 中國大陸杭州恩華醫院進行參觀考察及醫學交流[149]
  - 6月:蕭中正醫療體系蕭乃彰營運長獲邀參與中國 中國大陸杭州第一人民醫院95周年學術活動.壓瘡預防與治療系統化管理新進展學習班暨第二屆慢性創面修復西湖高峰論壇會[150]
  - 6月:蕭中正醫療體系於三峽區通過衛生局核可,清福醫院附設居家護理所正式成立開業
  - 7月:英華達(醫立達) （页面存档备份，存于）與蕭中正醫療體系洽談智慧型輸液幫浦之應用及臨床場域實際推廣
  - 7月:蕭中正醫療體系營運長與工研院-林啟萬所長(生醫與醫材研究所)討論醫療與研究結合相關議題,並就體系發展利用低頻超音波降低泌尿道感染進行專題討論
  - 7月:中華開發創新加速股份有限公司 （页面存档备份，存于）/中華開發資本管理顧問 邱舜珍協理與蕭中正醫療體系蕭乃彰營運長洽談智能醫院相關建設/悅康科技血液透析自動化管理系統
  - 7月:可成科技股份有限公司旗下悅康健康管理科技至蕭中正醫療體系拜訪團隊,討論主題為:智慧醫療科技產業應用.並即將開始蕭中正醫院場域測試醫療器材智能化
  - 8月:蕭中正醫療體系 蕭乃彰 營運長與工研院-生醫與醫材研究所 林啟萬 所長，討論低頻超音波應用於醫療長照產業之未來發展，並預計展開合作案進行臨床實際合作-
  - 8月:銘傳大學國際副校長 劉國偉 博士及 西雪梨大學Prof. Deborah Hatcher(含 香港香港分校Dr. Yi-Chen Lan)至蕭中正醫院洽談護理碩士相關合作.
  - 9月:為推動分級醫療與雙向轉診與台大醫院 （页面存档备份，存于） 簽定「星月計畫」[151]
  - 9月:與信東締結良好合作關係,參訪深坑紹善聯合診所 （页面存档备份，存于）.
  - 10月:蕭中正醫療體系與工研院於10/30簽署合作意向書，雙方將攜手合作發展超音波去除生物薄膜(Biofilm)以預防尿道感染技術，中長期預計全面發展所有可能的生醫科技，透過臨床與研發的合作提昇國內的醫療技術再升級，並透過先進科技研發幫助所有的病患。[152]
  - 11月:蕭中正醫療體系團隊於香港 香港參加第十五屆世界華人地區長期照護會議暨第二十五屆老年學周年會議及第七屆跨境安老服務研討會-海報參展(3篇)及優秀論文口頭報告(蕭乃彰營運長) （页面存档备份，存于）.
  - 12月:蕭中正醫院呼吸照護病房謝依玲護理長榮獲2018優秀護理人員獎.
  - 12月: 台灣大學與蕭中正醫療體係簽署產學建教合作計畫書，雙方決定攜手合作，利用標靶磁性奈米粒子誘導高溫或超音波傳導移除生物薄膜，研究有效防治病患泌尿道感染並加以治療，讓國內的醫療技術可以再升級，運用在臨床上來幫助所有的病患。
  - 12月:蕭中正醫療體系 蕭乃彰 營運長/清福醫院 吳和翰 院長/謝威 先生,獲邀參與[彭博士觀風向]專訪暢談/小便有泡泡？小心腎病找上你].
  - 12月:蕭中正醫院107年度督導考核獲得〝優等〞並獲邀參與【107年度新北市醫院督導考核表揚典禮暨標竿學習經驗分享】本院蕭乃彰 營運長 於新北市衛生局分享智慧防災系統.
  - 12月:蕭中正醫療體系受邀參加〝大葉大學〞消防工程前瞻技術研討會,蕭乃彰營運長致詞及林宗靖副營運長研討會回饋分享.
- 2019年
  - 1月:拜訪台北市立聯合醫院黃勝堅總院長及團隊,交流有關Home PAC及居家安寧等相關議題.
  - 1月:蕭中正醫療體系舉辦2018年度諸(豬)事大吉-機構聯繫交流座談會,共100多家長照機構參與,此次交流會議特別邀請〝蔣萬安立委〞來跟長照機構們介紹-國家醫療長照的政策與發展且增加長照相關教育訓練包括兩性/感控/醫療機構糾紛等課程,獲得廣大迴響[153]。
  - 2月:大葉大學與蕭中正醫療體系整合醫 產、學研發展智慧醫療防災,迎向「工業4.0」時代，智慧化是未來趨勢，防災同樣要發展智慧化，大葉大學15日與祝三實業股份有限公司簽署合作備忘錄，未來將結合醫、產、學、研的能量，共同投入智慧防災[154]。
  - 2月:與國際接軌並保護就醫民眾的個人可識別資料安全性,蕭中正醫療體系營運長參加GDPR(歐盟通用資料保護規則)&AI對生技醫藥產業未來發展之研討會,藉此重新檢視體系內資訊安全,讓民眾就更有保障
  - 3月:蕭中正醫療體系秉持醫療院所間友好同盟,特派體系特助及復健治療長參加天主教若瑟醫療財團法人若瑟醫院院慶
  - 3月:蕭中正醫療體系營運長受邀參加遠距醫療專家會議,提供長照遠距執行相關現況分享
  - 3月:蕭中正醫療體系營運長受邀參加兩岸一家親母胎醫學專家聯誼，進行兩岸醫療交流
  - 3月:日本富士通與台灣工研院及蕭中正醫療體系合作發展數位化、個人化以及雲端化的醫療整合系統
  - 4月:蕭中正醫療體系醫療團隊受邀參與108年工業局-醫療器材產業技術輔導與推廣計畫之臨床醫師座談會,增進呼吸醫療以及照護品質，未來將結合人工智慧以及精準呼吸監控等系統創新結合服務應用在健康醫療產業。
  - 4月:為強化社區服務更進步,中和衛生所醫療團隊至蕭中正醫療體系進行參訪及交流
  - 4月:國際整合照顧學會邀請蕭中正醫療體系營運長參加公立醫院人力資源管理與醫療永續卓越研討會
  - 4月:蕭中正醫療體系營運長及特助受邀參加西安交通大學附設醫院大興善寺辦理之「康復護理培訓會」,進行意見交流及經驗分享
  - 5月:參加北金馬區域科技政策小組 離島(金門)遠距醫療與智慧觀光發展座談會
  - 5月:環球生技月刊採訪蕭中正醫療體系之清福醫院,主題:醫療x養老!!一站式醫養結合模式 [155]
  - 5月:與密西根大學之大學生進行國際參訪交流
  - 5月:蕭中正醫療體系營運長受邀參加皮膚科醫學會春季會-TDA teledermatiology
  - 5月:蕭中正醫療體系營運長及清福醫院副院長拜訪財團法人為恭紀念醫院王雪月副院長(崇仁醫院),洽談院際間醫療合作
  - 5月:體系營運長與體系個案管理師偕同福爾摩沙團隊就醫療照護發展議題拜訪馬來西亞
  - 5月:蕭中正醫院臨床謝依玲護理長榮獲新北市第七屆護理傑出獎/洗腎室林芷瑄護理長榮獲新北市優良護理人員獎
  - 6月:體系受邀參加台灣健康運動聯盟(健盟)年會及理監事改選大會-討論主題:老齡福祉科技和老齡服務產業的融合發展
  - 6月:體系參加數位時代舉辦之Meet IoT Salon-「醫院中的物聯網」
  - 6月:蕭中正醫療體系營運長受國健署邀約演講：資通訊技術ICT與穿戴式裝置領域-資通訊技術ICT應用於老年生活
  - 6月:蕭中正醫療體系與台灣腎臟醫學會辦理「初期慢性病醫療給付改善方案醫師教育訓練課程」,共30位醫師取得受訓證明,藉此服務更多民眾
  - 6月:蕭中正醫療體系之福澤館前店開幕
  - 6月:蕭中正醫療體系營運長受邀參與【生技醫療產業數位轉型與創新的最佳實踐】研討會,主題:生技醫療新浪潮 打造完整數位醫療照護新體驗 勤業眾信：數位轉型 成為健康照護產業的未來驅動力[156]
  - 7月:跟臺北醫學大學醫學科技學院李友專院長就「藥物服務智能化創新應用」進行專家會議
  - 7月:蕭中正醫院蕭中正院長受邀訪問地區醫院分級醫療執行成果並參與亞東醫院轉診分級醫療執行成果發表(亞東共好聯盟記者)[157]
  - 7月:蕭中正醫療體系團隊與馬來西亞Island Hospital復健團隊進行交流/主題:EMS(Electrical Muscle Stimulation),所謂EMS，是經由電流刺激，直接向肌肉傳達信號，促使肌肉運動的技術，目前在台灣多為貼片式之電流刺激，雖有少數製作成智慧衣型態，但皆偏厚重且較不服貼。在交流中，馬來西亞的團隊讓體系團隊體驗穿著最新的WIRELESS EMS SUIT，進行7-20分鐘的運動，EMS技術能將運動效用提升，減短練習時間，所以也號稱懶人運動法。[158]
  - 7月:蕭中正醫療體系與靜宜大學簽署智慧醫療產學合作協議,靜宜大學在AI人工智慧部分，有非常傑出的成果；而蕭中正醫療體系是提供病人以身體、心理、精神全方位照護為宗旨，落實社區醫療與地區教學醫院的目標前進為願景，視病猶親為理念;結合科技智慧與人文關懷，相信可以為這個社會帶來更多的福祉。  [159]
  - 8月:與大葉大學合辦之醫療照護機構防災新北碩士學分班正式開課
  - 8月:蕭中正醫療體系營運長受邀參與APEC醫療資訊分享國際研討會
  - 8月:蕭乃彰營運長受邀參與科技部價創計畫-並擔任「AI穿戴式醫材之全方位心臟病輔助決策系統」之評審委員
  - 8月:蕭中正醫療體系營運長以榮譽主席身分受邀參加2019慢創與糖尿病足西湖論壇-淅江省社會辦醫協會損傷與修復專業委員會,成立大會中與各地專家進行交流，尤其是在「壓瘡預防與治療及創新研究在醫養照護體系的運用」進行了深入的討論也在討論中也導入了AI、智慧車隊目前在台的運用；與以色列專家 Moris Topaz,MD.,PHD(莫瑞斯․托帕茲)博士交流了皮膚牽張閉合器與負壓治療的醫療應用，也交流未來在台灣引進後，可應用於哪些方面；與浙江大學臨床醫學二系教授暨第二附屬醫院科室主任 韓春茂教授,博士生導師進行關於生物膜的交流，針對生物膜對細菌及產生的生物膜基轉做了深入研究探討。[160]
  - 8月:鐵甲工業股份有限公司及韓國CURACO團隊拜訪蕭中正醫療體系(總院暨清福醫院),進行展示"Care Bidet"，專為老年人或難以自由移動的患者設計,提供舒適清潔創新的如廁方式。[161]
  - 9月蕭中正醫療體系「新福星診所」於中和區中正路正式開幕
  - 9月參與台北醫學大學之運用重症資料進一步找出精準醫療方案的「醫療數據松」競賽。
  - 9月協助台南市政府教育局辦理「108學年度健康與體育領域健康與運動休閒模組知能研習」課程
  - 10月蕭中正醫院與新北市衛生局申請社區整合型服務中心特約
  - 11月清福醫院袁苾瀠副院長榮獲新生醫專傑出校友。
  - 11月蕭乃彰營運長於亞太國際傷口學會APETNA 2019發表演說
  - 12月體系清福醫院廖庭瑄營養師獲刊登於108年12月份68及69期防癌會訊-「癌與飲食調養」
  - 12月蕭中正醫療體系機構交流聯誼會
- 2020年
  - 1月社區疫苗接種計畫。
  - 1月與「智齡科技Jubo （页面存档备份，存于） 」 合作交流，打造使用友善、更高品質的數位照護環境！
  - 2月體系清福醫院血液透析室陳菊文護理長受邀電台節目「健康大數據」訪談【你是人生勝利組嗎? 護理長聊聊”腎”利人生】。
  - 7月蕭中正醫療體系參與醫策會辦理之國家品質獎「防疫動起來！Join Us Fighting COVID!」活動。
  - 8月蕭中正醫療體系與中華照服權益促進協會及家心照服庭院合辦之照顧服務員訓練班。
  - 8月與新仁醫院合作成立呼吸照護病房。
  - 9月蕭中正醫院參與新北市「2020失智友善 555」 （页面存档备份，存于）計畫。
  - 9月體系參與國民健康署辦理「108年癌症防治品質精進計畫」 （页面存档备份，存于），經評比辦理績效，獲頒地區醫院-子宮頸癌抹片篩檢效率王及大腸癌篩檢效率王
  - 9月體系清福醫院 血液透析室 陳菊文護理長榮獲【109年新北市護理師護士公會優良護理 優良護理人員獎】
  - 10月蕭中正院長發表新書-「中正醫路-從醫師到總裁」。
  - 11月蕭中正總裁暨院長、蕭乃彰營運等積極參與公益一同支持扶輪社反毒公益路跑活動。
  - 11月蕭中正總裁暨院長執業滿55年獲醫師公會榮頒「資深醫師獎」。
- 2021年
  - 1月體系清福醫院 周孫鴻 藥師獲頒【新北市政府第9屆藥事服務獎】。
  - 2月體系之祝三實業與中央大學、長庚大學，以及林奏延部長、莊銀清院長共同研發，「量子天使一號」通過科技部防疫場域驗證計畫並量產應用於防疫對抗上。
  - 2月體系之祝三實業辦公室新址搬遷落成。
  - 2月體系之祝三實業參展上聯國際展覽。
  - 5月體系蕭中正醫院 門診部 李曉情 副護理長 榮獲【110年新北市護理師護士公會優良護理師】
  - 6月開始與新北市衛生局合作，承接COVID-19疫苗施打大型設站(中山國中場、永安市場)。
  - 8月與泰安醫院合作成立血液透析中心、呼吸照護病房。
  - 9月設立Covid-19社區大型疫苗設站-永安活動中心
- 2022年
  - 1月舉辦北區機構聯繫會議活動
  - 3月體系蕭中正醫院成立健康減肥門診
  - 5月設立Covid-19社區大型PCR設站-永安活動中心
  - 6月體系蕭中正醫院 血液透析中心 吳玉娟 副護理長 榮獲【111年新北市護理師護士公會優良護理師 （页面存档备份，存于）】
  - 10月111年度榮獲北市衛生局頒發【新北市社區篩檢防疫貢獻獎 （页面存档备份，存于）】，積極配合開設社區篩檢站，提供採檢服務，以阻斷傳播鏈。
  - 11月結束與泰安醫院合作之血液透析中心、呼吸照護病房。
  - 12月舉辦北區機構聯繫會議活動
- 2023年
  - 5月體系蕭中正醫院 感染管制室 莊佩蓉 感染管制師 榮獲【112年新北市衛生局護理傑出獎 （页面存档备份，存于）】
  - 5月體系蕭中正醫院 呼吸照護病房 吳詩瑋 護理長 榮獲【112年新北市護理師護士公會優良護理師 （页面存档备份，存于）】
  - 8月參與112年失智友善 777達標感恩記者會 （页面存档备份，存于）
  - 9月蕭中正醫療體系參與Cares EXPO TAIPEI 2023 第四屆台北國際照顧博覽會 （页面存档备份，存于）
  - 11月體系蕭中正醫院 榮獲【中高齡者及高齡者友善職場認證計畫卓越獎 （页面存档备份，存于）】
  - 11月蕭中正醫院 院長 蕭中正 榮獲【2023年台灣醫療典範獎】
- 2024年
  - 1月臺北市蕭中正居家護理所於31日歇業。
  - 5月體系蕭中正醫院 清福醫院附設居家護理所 林美怡 護理長 榮獲【113年新北市護理師護士公會優良護理師】
- 2025年
  - 5月體系蕭中正醫院 血液透析室 張敏紛 護理師 受邀【114年國際護師節聯合慶祝大會服務滿 25 年以上資深護理人員】
  - 5月體系蕭中正醫院 長照A單位 羅君怡 護理師 受邀【114年國際護師節聯合慶祝大會服務滿 30 年以上資深護理人員】
  - 5月體系蕭中正醫院 清福醫院門住診 薛雅菁 護理長 榮獲【114年新北市護理師護士公會優良護理師】

## 設備
| Hospital Beds/Treatment Beds               |     |
| ------------------------------------------ | --- |
| Medicine/Surgery beds                      | 20  |
| Respiratory Care Ward (RCW) beds           | 47  |
| Respiratory Care Center (RCC) beds         | 10  |
| Hemodialysis Center (HD) beds              | 38  |
| Affiliated Hemodialysis (HD) beds          | 15  |
| Intensive Care Unit (ICU) beds             | 2   |
| Rehabilitation beds                        | 8   |
| ESWT/TPST beds                             | 2   |
| ESWL bed                                   | 1   |
| OPD Observation beds                       | 1   |
| Affiliated Long-Term and Chronic Care beds | 550 |
| Telecare-Affiliated beds                   | 120 |

## 院區
- 醫院本館：新北市板橋區南雅南路一段15-1、17、19號
- 營運中心：新北市板橋區南雅南路一段一巷30號
- 蕭中正醫院附設居家護理所: 新北市板橋區南雅南路一段1巷30號
- 新福星診所（血液透析中心）：新北市中和區中正路778-1、780-1號
- 清福復健診所: 新北市三峽區介壽路280號1樓
- 清福醫院:新北市新北市三峽區介壽路一段286號2樓
- 清福醫院附設居家護理所:新北市新北市三峽區民生街154之1號2樓
- 恩耆股份有限公司附設新北市私立惠澤居家長照機構:新北市板橋區南雅南路一段3巷4號2樓
- 祝三實業股份有限公司:新北市板橋區遠東路1號5樓B室
- 福澤藥局:新北市板橋區南雅南路一段85號
- 福澤員山藥局:新北市中和區員山路122號1樓

## 院長
- 蕭中正

## 護理團隊
- 護理部-黃聿羚主任
- OPD門診-許合利護理長
- HDR血液透析中心-林芷瑄護理長, 吳玉娟副護理長
- RCW/RCC呼吸照護病房- 吳詩瑋護理長, 吳靜芬副護理長,陳秋婷副護理長
- 感控室護理師-莊佩蓉,林昀萱 護理師
- 居家護理所-吳慧群護理長, 杜歆如副護理長
- 新福星診所-林菡嫄個管主任兼護理長,林純如副護理長
- 清福醫院門住診- 薛雅菁護理長，吳庭函副護理長
- 清福醫院洗腎室-陳菊文護理長
- 清福醫院附設居家護理所-林美怡護理長,巫思詩副護理長

## 服務範圍

### 醫療專科
| - 婦產科 - 內科 - 胸腔內科 - 家庭醫學科 - 腎臟科 - 心臟內科 | - 泌尿外科 - 急重症科 - 肥胖醫學專科 - 耳鼻喉科 - 新陳代謝科 |  |

### 醫事及專職醫療服務
| - 全科及專科門診 - 復健中心（門診及住院） - 血液透析中心（門診及住院） - 營養諮詢門診 | - 呼吸照護病房 - 臨床藥劑室 - 臨床檢驗室 - 護理部 | - 感染控制室 - 體外震波治療中心 ESWT - TPST治療 - 放射室及放射診斷 | - 體外震波碎石中心 ESWL |  |

### 社區醫療服務
| - 居家護理所 - 社區及機構式照護及巡診 - Telecare 遠距照護（機構式） - 轉診及住院評估服務 | - 成人與學童健檢 - 社區疫苗注射與衛教服務 - 勞工體檢 - 自費健檢與產前健檢 - 睡眠檢測 |  |

### 營運中心
| - 財會部門 - 工務部門 - 交通運輸部門 - 法務部門 | - 醫院資訊部門 - 健保申報部門 - 公共關係部門 - 專案與新事業開發部門 | - 總務部門 - 醫療廢棄物處理部門 - 清潔與公共安全部門 - 醫衛耗材採購與管理部門 |  |

## 醫事及品質管理委員會
| - 病人安全委員會 - 醫療品質委員會 - 藥事安全委員會 - 護理品質委員會 | - 感染控制委員會 - 檢驗品質委員會 - 病歷管理委員會 - 電子病歷推動委員會 - 緊急應變管理委員會 |

## 攝影集

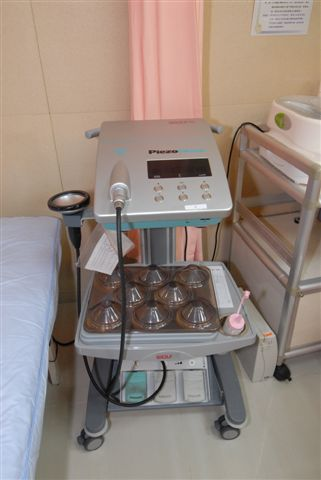
Trigger Point Shockwave Therapy
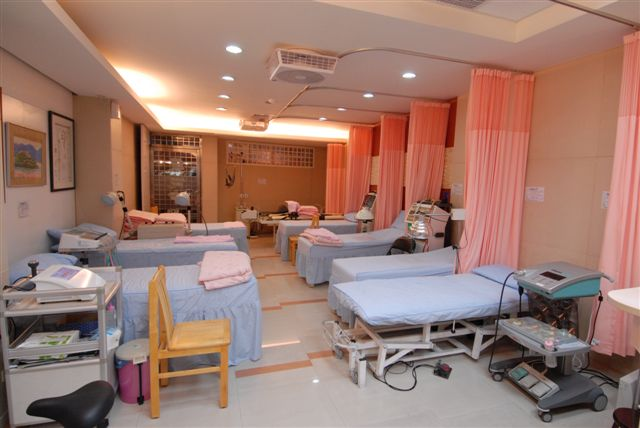
Rehabilitation Center
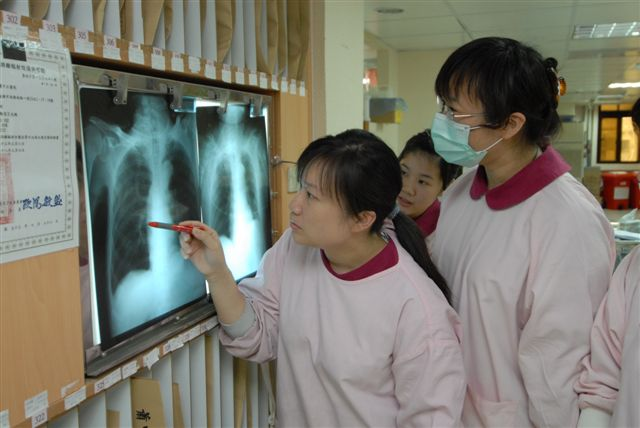
Respiratory Care Ward colleagues gathered for chest x-ray reading
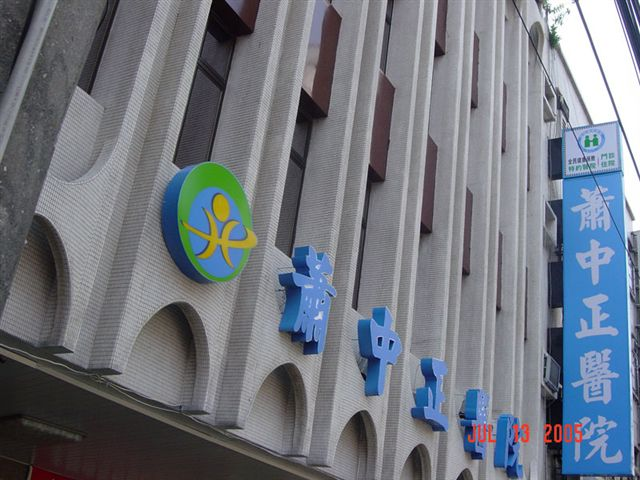
HCCH front building
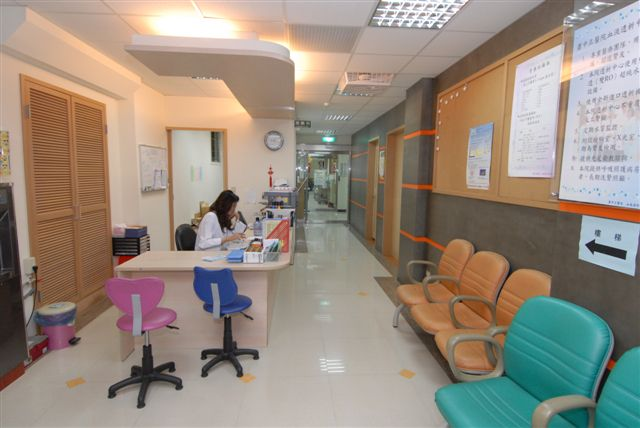
Clinical Laboratory
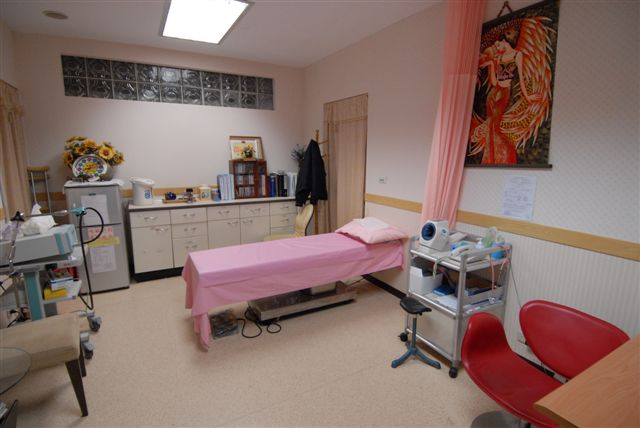
Extracorporeal Shock Wave Therapy Center
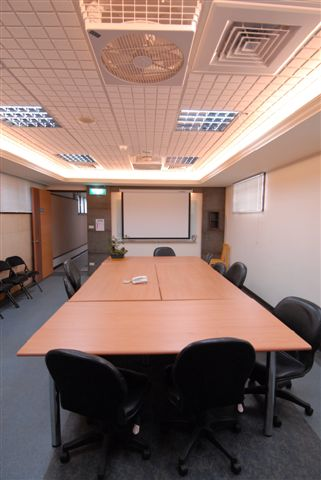
Meeting and Conference Room
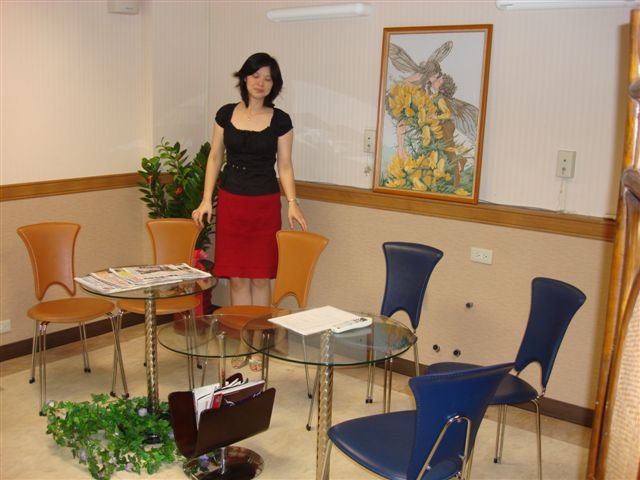
Physical Exams Lounge
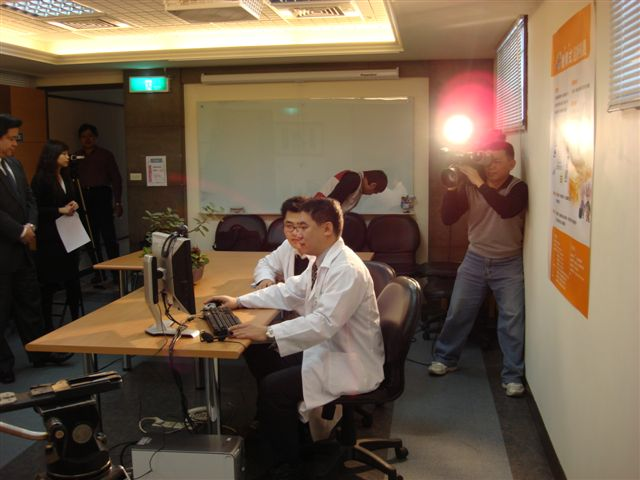
Telecare online consultation
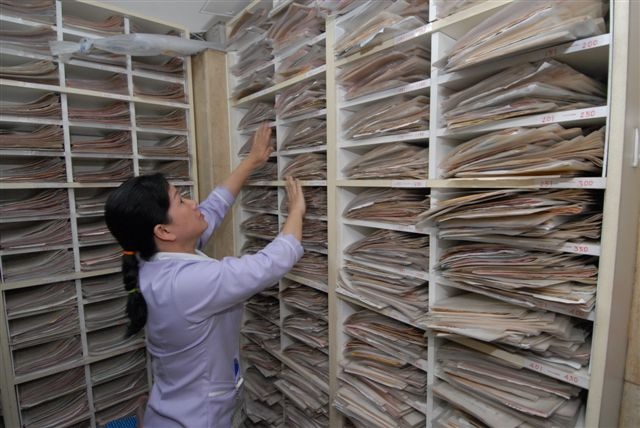
old medical records prior the electronic-era
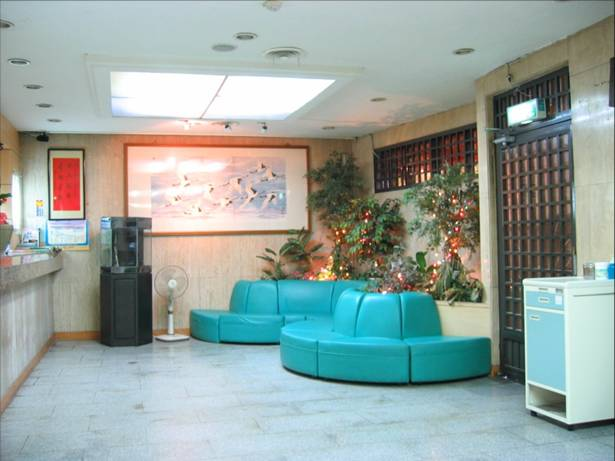
Registration waiting area
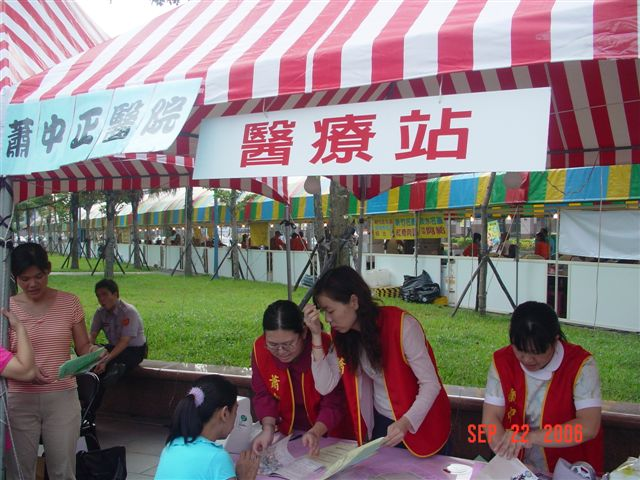
Medical and First Aid Station at Taipei County fair
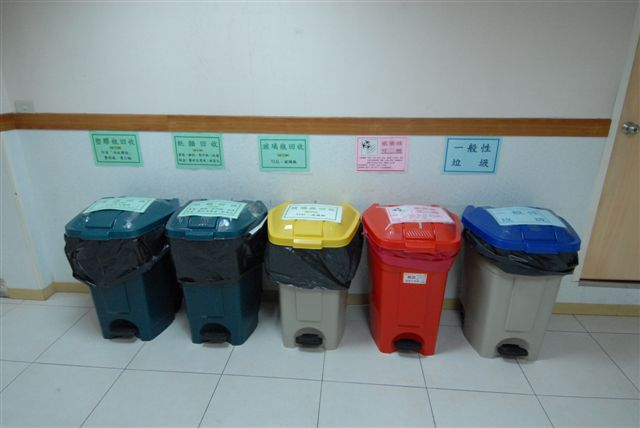
assorted colorful trash cans for medical wastes
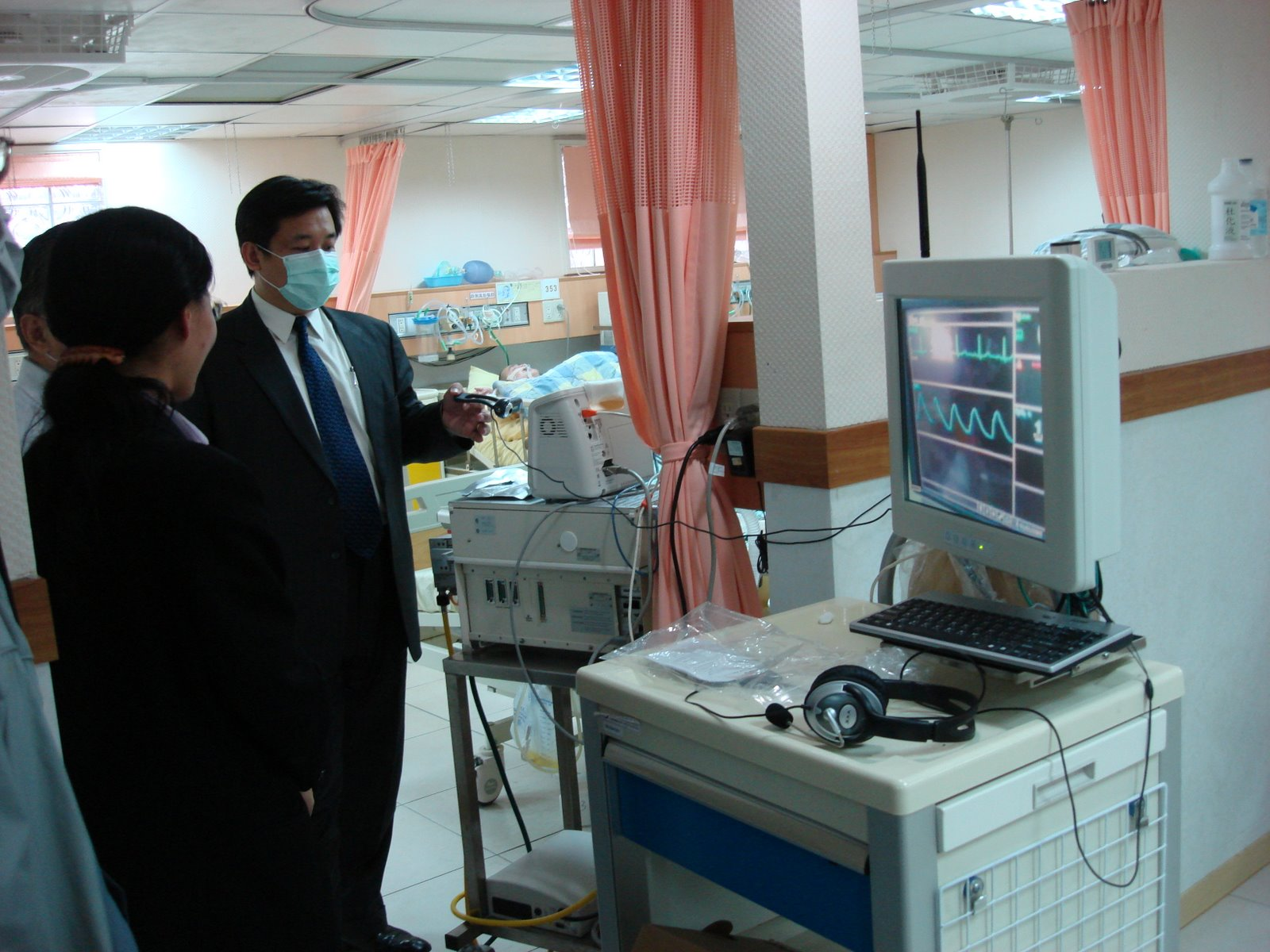
mobile nurse station in action

## 腳注
1. ↑  . Doh.telecare.com.tw.   [2014-08-11]. （原始内容存档于2014-08-29）.
2. ↑  台北縣病人安全成果發表會暨海報展[]
3. ↑  行政院衛生署96年度醫療資訊標準推動計畫 試辦醫院導入LOINC成果發表會 的存檔，存档日期2009-05-13.
4. ↑  . Taipeitradeshows.com.tw.   [2014-08-11] <span style="font-family: sans-serif; cursor: default; color:var(--color-subtle, #54595d); font-size: 0.8em; bottom: 0.1em; font-weight: bold;" title="连接到（中文）网页">（（中文））.[永久]
5. ↑  . W3.oit.edu.tw.   [2014-08-11]. （原始内容存档于2014-02-01）.
6. ↑  「97年度署列管施政計畫（科技發展類）評核」 的存檔，存档日期2009-07-19.
7. ↑  「培育優質人力促進就業計畫方案-大專畢業生至企業職場實習方案」甄選合格實習員與實習機構名冊[]
8. ↑  行政院衛生署遠距照護 Telecare 服務計畫介紹與Telecare 人才的結合及培養暨座談會[]
9. ↑  遠距照護計畫活動: 遠距健康照護人才培訓課程【台北、高雄場】[永久]
10. ↑  行政院衛生署 電子病歷推動專區 的存檔，存档日期2009-10-04.
11. ↑  行政院衛生署遠距照護創新服務國際研討會新聞公告[永久]
12. ↑  醫師赴馬紹爾進行醫療服務[]
13. ↑  健保局台北分局民眾服務[永久]
14. ↑  建構整合式照護模式並逐步朝促進醫療體系整合計畫 PDF[永久]
15. ↑  行政院衛生署公告「98年度新制醫院評鑑第2階段合格名單」[永久]
16. ↑  . Etaiwannews.com. 2010-01-17  [2014-08-11]. （原始内容存档于2014-08-12）.
17. ↑  .   [2014-08-11].[]
18. ↑  . Sciencedirect.com. 2010-03-31  [2014-08-11].[永久]
19. ↑  杏法論壇舉辦婦產科線上臨床法律討論會 的存檔，存档日期2010-04-19.
20. ↑  行政院衛生署「99 年度電子病歷安全強化案」ISO 27001：2005 資訊安全管理系統驗證輔導醫院名單及時程表[永久]
21. ↑  HCCH 慶祝護士節並表揚2010年優良護理人員[]
22. ↑  H1N1防疫有功 受北縣衛生局表揚及受獎
23. ↑  .   [2010-05-18]. （原始内容存档于2011-03-06）.
24. ↑  臺北縣政府資訊服務站-計程車司機健康檢查新聞搞[永久]
25. ↑  行政院衛生署電子病歷推動專區 ISO27001:2005 驗證名單及範圍 的存檔，存档日期2010-12-18.
26. ↑  行政院衛生署電子病歷推動專區電子病歷驗證名單及範圍 的存檔，存档日期2010-12-10.
27. ↑  .   [2011-03-05]. （原始内容存档于2011-03-03）.
28. ↑  .   [2011-03-05]. （原始内容存档于2011-03-06）.
29. ↑  臺北縣政府衛生局-健康生活家電子報[永久]
30. ↑  「行政院體育委員會運動發展基金辦理有益疾病恢復或健康促進運動消費支出試辦要點」
31. ↑  行政院衛生署電子病歷推動專區 的存檔，存档日期2012-07-11.
32. ↑  .   [2012-06-30]. （原始内容存档于2012-09-05）.
33. ↑  財團法人醫院評鑑暨醫療品質策進會之第十二屆醫療品質獎得獎名單
34. ↑  HPH2012 Taipei Program Overview 的存檔，存档日期2012-03-05.
35. ↑  2012海峽兩岸院長論壇論文發表 的存檔，存档日期2014-02-01.
36. ↑   (PDF).   [2012-07-01]. （原始内容存档 (PDF)于2016-05-27）.
37. ↑  .   [2012-10-21]. （原始内容存档于2012-06-13）.
38. ↑  101年度新北市政府優良公寓大廈評選活動得獎名單 的存檔，存档日期2012-09-03.
39. ↑  台灣健康照護聯合學術研討會大會論文集[永久]
40. ↑  衛生署蕭中正醫院病房種類[永久]
41. ↑  新北市衛生局流感防治專區 的存檔，存档日期2012-11-02.
42. ↑  .   [2012-10-21]. （原始内容存档于2016-05-29）.
43. ↑  2012長期照護機構全面品質管理人才培育工作坊 主題二、流程與管理-10/3標竿學習-蕭中正醫院 的存檔，存档日期2016-03-05.
44. ↑  新北市政府衛生局新聞稿-新北市第1屆醫療公益獎得主揭曉[永久]
45. ↑  聯合報新聞網-新北醫療公益獎 頒25位健康英雄
46. ↑  紀念孫中山慶祝醫師節　新北表揚公益醫師
47. ↑  .   [2012-11-12]. （原始内容存档于2012-11-15）.
48. ↑  新浪新聞-新北市醫療公益獎 表揚熱心公益醫師[永久]
49. ↑  NowNews-新北首屆醫療公益獎表揚-朱立倫週日將親自頒獎
50. ↑  新北市醫師公會醫療公益獎新聞稿 的存檔，存档日期2016-03-05.
51. ↑  .   [2012-12-02]. （原始内容存档于2016-05-29）.
52. ↑  2nd International Conference on Global Telehealth 26-28 November 2012 的存檔，存档日期2013年1月22日，.
53. ↑  苗栗縣降低結核病得病率成效卓著
54. ↑  .   [2012-12-27]. （原始内容存档于2016-03-04）.
55. ↑  .   [2013-01-23]. （原始内容存档于2016-05-27）.
56. ↑  .   [2013-01-23]. （原始内容存档于2016-05-28）.
57. ↑  聯合報-遠距醫師法律教育 上課免停診
58. ↑  2013 生醫工程應用研討會 SEMBA[永久]
59. ↑   (PDF).   [2013-03-20]. （原始内容存档 (PDF)于2014-03-08）.
60. ↑  Post-Conference Activities E-Health Itinerary[永久]
61. ↑  .   [2013-04-24]. （原始内容存档于2016-03-16）.
62. ↑  文化部 iCulture 醫聲響起慈善愛心音樂會
63. ↑  NowNews - 醫聲響起愛心音樂會　新北醫師公會票贈家扶
64. ↑  .   [2013-04-24]. （原始内容存档于2016-05-28）.
65. ↑  國家建設總合評估規劃中程計畫 - 行政院經濟建設委員會[永久]
66. ↑  HCCH-史丹佛社區頒發感謝狀給蕭中正醫院 for 社區醫療Telecare 服務 4.27.2013
67. ↑  HiNet News: 肯定價值 朱立倫表揚傑出護理[]
68. ↑  Youth Daily News: 首屆護理傑出獎 60位楷模獲殊榮[永久]
69. ↑  國際護師節 朱立倫頒發首屆護理傑出獎[永久]
70. ↑  101-2服務-學習慶賀頒獎典禮[永久]
71. ↑  HCCH民國102年度教育訓練課程
72. ↑  TTQS內部稽核人員合格訓練 的存檔，存档日期2016-03-04.
73. ↑  臺灣戒檳種籽衛教聯盟 的存檔，存档日期2013-08-03.
74. ↑  清華新聞-清大「清華學堂n」課程開鑼 的存檔，存档日期2013-08-09.
75. ↑  清華學堂n搶手 蕭中正也來上課  的存檔，存档日期2013-08-10.
76. ↑  UDNews.com-清大「清華學堂n」課程開鑼
77. ↑  .   [2013-08-17]. （原始内容存档于2013-07-31）.
78. ↑  聯合報-克拉術亞洲賽 今拚冠軍留新北
79. ↑  .   [2013-08-06]. （原始内容存档于2016-03-06）.
80. ↑  中時電子報-克拉術亞青賽 中華奪9金 的存檔，存档日期2013-08-08.
81. ↑  遠傳行動科技 整合醫療資源[]
82. ↑  .   [2013-10-18]. （原始内容存档于2013-10-19）.
83. ↑  .   [2013-10-30]. （原始内容存档于2013-11-04）.
84. ↑  .   [2013-10-30]. （原始内容存档于2013-11-04）.
85. ↑  .   [2013-10-30]. （原始内容存档于2013-11-04）.
86. ↑  .   [2014-04-12]. （原始内容存档于2016-06-03）.
87. ↑  .   [2013-12-05]. （原始内容存档于2016-03-04）.
88. ↑  台灣醫療保健新聞網: 2013偏鄉部落長者與慢性病患者照護提升研討會
89. ↑  .   [2013-12-05]. （原始内容存档于2016-03-04）.
90. ↑  .   [2013-12-05]. （原始内容存档于2014-03-10）.
91. ↑  The Rhinoplasty Society Gary C. Burget, M.D. 的存檔，存档日期2014-02-01.
92. ↑  .   [2013-12-05]. （原始内容存档于2014-03-10）.
93. ↑  .   [2013-12-17]. （原始内容存档于2013-12-18）.
94. ↑  獲證廠商名錄--"蕭中正醫院" 的存檔，存档日期2013-12-17.
95. ↑  .   [2013-12-17]. （原始内容存档于2013-12-17）.
96. ↑  2014新北市消防節誌慶暨防災闖關拿好禮 的存檔，存档日期2014-02-25.
97. ↑  新北市119消防節誌慶活動 的存檔，存档日期2014-02-25.
98. ↑  新北市社區安寧照護服務 的存檔，存档日期2014-02-25.
99. ↑  .   [2014-03-06]. （原始内容存档于2014-03-06）.
100. ↑  .   [2014-03-04]. （原始内容存档于2015-07-05）.
101. ↑  HIMSS Asia Pacific 的存檔，存档日期2014-03-30.
102. ↑  .   [2014-03-29]. （原始内容存档于2014-03-30）.
103. ↑  .   [2014-04-09]. （原始内容存档于2014-04-13）.
104. ↑  第二十一次會員大會暨學術研討會節目表[]
105. ↑  陪伴銀髮族的愛心照料—照顧服務人員 的存檔，存档日期2014-05-02.
106. ↑  .   [2014-04-30]. （原始内容存档于2015-07-05）.
107. ↑  .   [2014-04-30]. （原始内容存档于2015-07-05）.
108. ↑  [http://www.tas.edu.tw/page.cfm?p=361 （页面存档备份，存于） Taipei American School Board>
109. ↑  .   [2014-12-17]. （原始内容存档于2014-12-14）.
110. ↑  [http://www.fepz.org.tw/ （页面存档备份，存于） 自由經濟示範區>
111. ↑  .   [2014-12-17]. （原始内容存档于2015-03-22）.
112. ↑  .   [2014-12-17]. （原始内容存档于2014-12-17）.
113. ↑  .   [2014-12-17]. （原始内容存档于2014-12-17）.
114. ↑  .   [2014-12-17]. （原始内容存档于2014-12-17）.
115. ↑  .   [2014-12-17]. （原始内容存档于2015-08-31）.
116. ↑  .   [2014-12-17]. （原始内容存档于2014-12-17）.
117. ↑  .   [2014-12-17]. （原始内容存档于2014-12-17）.
118. ↑  .   [2015-05-15]. （原始内容存档于2014-12-17）.
119. ↑  [www.health.ntpc.gov.tw/downloadfile.aspx?fid=3501 新北市政府衛生局瑞齡學堂招生簡章與報名表.docx - 新北市政府衛生局]
120. ↑  .   [2015-05-15]. （原始内容存档于2015-05-21）.
121. ↑  特殊病理學計畫 的存檔，存档日期2014-10-21.
122. ↑  .   [2015-05-15]. （原始内容存档于2015-05-18）.
123. ↑  提升醫療從業人員於醫療糾紛處理知能研討會 - 新北市政府衛生局 的存檔，存档日期2015-05-18.
124. ↑  Topic: Medical Ethics and Technology Speaker: 蕭乃彰營運長Dr. Jack Hsiao
125. ↑  新北市第3屆護理傑出獎得獎名單 的存檔，存档日期2015-05-18.
126. ↑  .   [2015-05-15]. （原始内容存档于2015-05-18）.
127. ↑  .   [2015-06-30]. （原始内容存档于2015-07-05）.
128. ↑  .   [2015-06-30]. （原始内容存档于2015-09-24）.
129. ↑  .   [2015-06-30]. （原始内容存档于2016-04-02）.
130. ↑  .   [2016-01-17]. （原始内容存档于2015-12-13）.
131. ↑  .   [2015-12-30]. （原始内容存档于2016-03-16）.
132. ↑  .   [2016-01-17]. （原始内容存档于2017-03-26）.
133. ↑  新北市104年醫院督導考核優等表揚典禮[永久]
134. ↑  督導考核表揚典禮受獎醫院合影[永久]
135. ↑  .   [2016-04-29]. （原始内容存档于2016-08-06）.
136. ↑  .   [2013-05-07]. （原始内容存档于2013-11-01）.
137. ↑  .   [2016-04-29]. （原始内容存档于2016-04-29）.
138. ↑  .   [2016-05-02]. （原始内容存档于2016-06-02）.
139. ↑  .   [2016-05-02]. （原始内容存档于2016-06-04）.
140. ↑  .   [2016-05-02]. （原始内容存档于2016-06-04）.
141. ↑   (PDF).   [2016-05-02]. （原始内容存档 (PDF)于2016-06-04）.
142. ↑  .   [2016-07-11]. （原始内容存档于2017-03-26）.
143. ↑  .   [2016-07-11]. （原始内容存档于2017-03-26）.
144. ↑  湖北省醫學會2016年湖北省省级继续医学教育公布项目汇总表[永久]
145. ↑  .   [2018-04-20]. （原始内容存档于2018-04-21）.
146. ↑  .   [2018-03-19]. （原始内容存档于2018-03-19）.
147. ↑  .   [2018-06-12]. （原始内容存档于2018-06-12）.
148. ↑  .   [2018-06-12]. （原始内容存档于2018-06-12）.
149. ↑  .   [2018-06-12]. （原始内容存档于2018-06-12）.
150. ↑  .   [2018-06-12]. （原始内容存档于2018-06-12）.
151. ↑  .   [2018-10-01]. （原始内容存档于2018-10-01）.
152. ↑  .   [2019-02-18]. （原始内容存档于2019-02-18）.
153. ↑  [永久]
154. ↑  .   [2020-09-18]. （原始内容存档于2019-11-12）.
155. ↑  //n.yam.com/Article/20190626635490
156. ↑  //www.femh.org.tw/epaperadmin/viewarticle.aspx?ID=93071[永久]
157. ↑  //www.hsiaohospital.org/news_detail_289.htm。
158. ↑  .   [2019-12-19]. （原始内容存档于2019-12-19）.
159. ↑  .   [2019-12-19]. （原始内容存档于2019-12-19）.
160. ↑  .   [2019-12-19]. （原始内容存档于2019-12-24）.

## 外部連結
- 蕭中正醫院主網頁 （页面存档备份，存于）（中文）